# トクナガクニハル
徳永 邦治（1965年2月26日 - ）は、俳優、モデルでTHE CONVOY（ザ・コンボイ）のメンバー。旧芸名は、トクナガ クニハル（読みは同じ）。
熊本県出身。愛称はTOKU（トク）。
劇団四季を経て、1996年よりTHE CONVOYに参加。
THE CONVOY SHOW以外では、舞台を中心に活動している他、モデルの活動や「Frank AGE Company」というユニットの活動も行っている。
2015年、芸名を「トクナガ クニハル」に一旦は改名したが、2023年現在は元の漢字表記に戻した。
現在の所属事務所はアルファセレクション。

## 主な出演

### 舞台
- KABUKU 〜寅の巻〜 - 服部伝衛門役（2006年）
- ミュージカル劇 「RATS」－今村さんの早期退職－（2007年）
- M-DEFI第1回公演 「a man’s manもしくは…」（2009年）
- 戦国シェイクスピア第2弾「SHINGEN〜風林火山落日〜」（2010年）
- M-DEFI第2回公演 「スキャンダル〜二階堂零二の憂鬱〜」（2010年）
- ミュージカル「アニー」 - ルースター役（2011年）
- 「舞台版 PRECIOUS STONE」（2011年）
- FRANK AGE company 第2回公演 「Boogeyman ブギーマン 〜灰色の街〜」（2012年）

### 映画
- 『菊次郎の夏』（1999年） - 浅草の人達 役
- 『影 KAGE 〜愛のために戦え〜』（2009年）
- 『マンハント』（2018年）

### CM
- リフォームステーション「重要な柱篇」(2017年 監督:神谷佳成）
- リフォームステーション「地下室篇」(2018年 監督:神谷佳成）